# Каменный Овраг (Нижегородская область)
Ка́менный Овра́г — посёлок в городском округе Семёновский Нижегородской области России.

## География
Посёлок находится у одноименной железнодорожной станции, на расстоянии приблизительно 24 км (по прямой) к северо-востоку от города Семёнов, административного центра района.

### Климат
Климат характеризуется как умеренно континентальный, с влажным нежарким летом и холодной снежной зимой. Средняя температура воздуха самого холодного месяца (января) составляет −12,9 °C; самого тёплого месяца (июля) — 18,4 °C. Годовое количество атмосферных осадков — 550—600 мм.

## Население
| 2002 | 2010 |
| ---- | ---- |
| 19   | ↘8   |

### Национальный состав
Согласно результатам переписи 2002 года, в национальной структуре населения русские составляли 90 %.